# Авангард SLV-2
Авангард SLV-2 (англ. Vanguard SLV-2 (Satellite Launch Vehicle 2)) — шестой спутник серии "Авангард" и второй полноразмерный, 20-дюймовый, несущий научное оборудование. 
Запуск прошёл неудачно: вторая ступень по неизвестной причине преждевременно закончила работу.